# Tazewell (Tennessee)
Tazewell è un comune degli Stati Uniti d'America, situato nello Stato del Tennessee, nella Contea di Claiborne, della quale è il capoluogo.